# Utbudskurva
Utbudskurvan visar den mängd varor som ett företag är villigt att sälja till olika priser. Summan av en ekonomis samtliga utbudskurvor utgör det aggregerade utbudet. Utbudskurvan är en marginalkostnadskurva som visar hur mycket en producent är villig och kan sälja av ytterligare ett exemplar av produkten för, så att producenten kan täcka sina kostnader. Motsvarande för efterfrågan är efterfrågekurvan som visar marginalnyttan - hur mycket en konsument är villig och kan betala för att tillförskansa sig ytterligare ett exemplar av produkten.